# Bataille de Uhud
Guerres entre musulmans et Quraychites
Batailles
Campagne contre les musulmans

- Uhud
- Tranchée

Campagne sous Mahomet

- Mu'tah
- La Mecque
- Hunayn

Guerres d'apostasie

- Buzakha
- Ghamra
- Naqra
- Zafar
- Al-Yamana

Conquête de la Perse sassanide

- Bataille des Chaînes (en)
- Bataille de River (en)
- Ullais (en)
- Walaja (en)
- Hira
- Dawmat al-Jandal (en)
- al-Anbar (633) (en)
- Ayn al-Tamr (en)
- Firaz (en)

Conquête de la Syrie byzantine

- Marj Rahit (en)
- Bosra (634) (en)
- Ajnadayn
- Fahl
- Siège de Damas (634)
- Yarmouk
- Emesa (en)
- Siège d'Aleppo (en)
- Hazir (en)

Campagne d’Afrique

Campagne en Arménie et en Anatolie

- Bataille du pont de fer (en)

La bataille de `Uhud ou de `Ohod (arabe : غزوة أحد ḡazwa ʾuḥud) est un combat entre les musulmans yathribins et la tribu mecquoise des Quraychites sur le mont `Uhud près de Médine en 625. La victoire a été remportée par les traditionalistes mecquois.
Mahomet avait déjà vaincu les Mecquois lors de la bataille de Badr (624).

« Il vous a donné la victoire à Badr alors que vous étiez faibles. Craignez-le et rendez grâce. »

Ce précédent succès fit beaucoup pour la réputation de Mahomet grâce au butin qu'il rapporta. Il fut attribué à l'aide divine apportée aux musulmans contre les Quraychites.
La bataille de Uhud est au contraire une défaite. Certains Médinois dirent alors que s'ils étaient restés retranchés au lieu d'aller à la bataille, le combat aurait été victorieux. Mahomet leur répond que les desseins de Dieu ne peuvent être contrariés et que s'ils devaient mourir c'était la destinée que Dieu leur avait fixée.

« Ils disent : “Si nous avions eu part à la décision nous n’aurions pas eu de morts ici”

Réponds leur : “Quand bien même vous seriez restés dans vos maisons la mort aurait frappé dans leur lit ceux dont le trépas était inscrit là-haut pour que le Seigneur éprouve ce que recèlent vos cœurs et qu’il en purifie le contenu.”

Dieu connaît ce que cachent les cœurs. »

## Récit de la bataille
Les Quraychites sortirent de La Mecque pour prendre leur revanche après la défaite de Badr.

« Sa`d ibn Abî Waqqâs a dit: “Le jour de la bataille de Uhud, j'ai vu à droite et à gauche de l'Envoyé d'Allah deux hommes vêtus de blanc. Je ne les avais pas vus auparavant et ne les revis pas par la suite”. C'étaient, ajoute le transmetteur, Gabriel et Mikâ'îl »

L'armée musulmane était stationnée sur le mont `Uhud. Au début de la bataille, les musulmans semblaient l'emporter, mais les archers abandonnèrent trop tôt leur position pensant la victoire acquise et voulant avoir une part du butin. Le cours de la bataille s'inversa alors et le front des musulmans fut enfoncé. Mahomet avait deux sabres, Zulfikar et Khayf, au début de la bataille. Au cours du combat, `Alî a brisé son sabre. Mahomet lui a confié Zulfikar. Voyant `Alî se servir avec dextérité de ce sabre, Mahomet s’est écrié :

« Il n’y a pas d’épée comparable à Zulfikar, et il n’y a pas de héros comme `Alî »

Pourtant, selon Ibn Hicham, (ainsi que le Sahih Muslim, hadith 6040) Mahomet a cédé son épée à Abu Dujana Simak bin Kharasha :

« L'apôtre portait deux cottes de maille  le jour d' Uhud, et il prit son épée et la cèda en disant: "Qui va prendre cette épée avec son droit?" et il l'a donné à Abu Dujana Simak bin Kharasha, ajoutant "que vous devriez frapper l'ennemi jusqu'à ce qu'il se plie" »

Au cours de la bataille, Hamza ibn Abdel-Mouttaleb (l'oncle de Mahomet) fut tué par Wahshi ibn Harb, un esclave réputé dans le maniement du javelot. Jubayr (ou Hind) lui avait promis la liberté s'il parvenait à le tuer.
Mahomet lui-même fut blessé, certains l'ont cru mort. Au cours de la même bataille c'est Mahomet qui accomplit un exploit.

« Un de ceux qui avaient été auprès de lui au moment où il tomba, et qui s'étaient sauvés, se rendit au camp des musulmans, et, rencontrant Sa`d ibn Abî Waqqâs, il lui dit: “Va, ton frère a tué le prophète”. “À quel endroit ?” demanda Sa`d. Cet homme le lui indiqua. Sa`d se mit à rechercher son frère, pour le tuer. Ne le trouvant pas, il passa au milieu des morts, et aperçut le prophète, le visage inondé de sang mais il ne le reconnut pas. Le Prophète, empêché de se lever par la pesanteur de ses cuirasses, cria, tout en restant assis: “Musulmans ! c'est moi, le prophète de Dieu, où allez-vous ?” Sa`d, entendant sa voix, le reconnut, s'approcha et le trouva assis, le visage ensanglanté. Il n'y avait auprès de lui que deux hommes, Qatâda, fils de No`mân, et Sahl, fils de Honaïf. Sa`d embrassa les pieds et les mains du Prophète, qui lui dit: “Ô Sa`d, crois-tu que des gens qui ont ensanglanté le visage du prophète de Dieu puissent prospérer ?” En ce moment, une flèche vint frapper Qatâda, fils de No'mân, et entra dans son œil, qui tomba. Qatâda, le prit dans sa main et le montra au Prophète, qui le remit à sa place et souffla sur lui. L'œil fut guéri et mieux fixé qu'auparavant. »

Au milieu de la confusion, une femme s'est démarquée de par son courage et sa foi : Nusaybah bint Ka'ab. Alors qu'elle s'occupait de l'eau et des blessés avec les autres femmes, cette dernière vit le Prophète au sol et se lança à son secours. Le Prophète l'aperçu, et interpella un homme en fuite du champ de bataille :
«Jette ton épée a ceux qui combattent !»
Nusaybah bint Ka'ab se saisit de l'épée ainsi que d'un bouclier et se plaça devant le Prophète, le protégeant de toutes part malgré les blessures.
Malgré tout, la victoire fut pour les Quraychites qui ne profitèrent pas de leur avantage. Le bilan de la bataille est de quelques dizaines de tués, symétrique de celui de la bataille de Badr,.
Omar Ibn Khattab a participé à cette bataille. Il a rapporté : 
«J’ai entendu l’Envoyé d’Allah dire : “a chaque fois que je me tournais à droite et à gauche le jour du Uhud je voyais Nusaybah qui combattait à mes côtés !”»

## La bataille de Uhud au cinéma et à la télévision
- 1976 : Le Message (Al-risâlah) de Moustapha Akkad
- 2012 : Omar de Hatem Ali (en)
- 2025: Moawiya de  Tarek Al-Arian